# The Woman-Identified Woman

The Woman-Identified Woman (en español, «La mujer identificada con la mujer») es un manifiesto de 10 párrafos escrito por Radicalesbians (Lesbianas radicales) en 1970. Inicialmente fue distribuido durante la protesta Lavender Menace (Amenaza lavanda) en el «Segundo congreso para unir a las mujeres» (en inglés: Second Congress to Unite Women) el primero de mayo de 1970 en la ciudad de Nueva York, un momento decisivo en la historia del feminismo radical. Está considerado uno de los documentos fundadores del feminismo lésbico.
Fue escrito y revisado colectivamente por un grupo que incluía a Artemis March, Lois Hart, Rita Mae Brown, Ellen Shumsky, Cynthia Funk, y Karla Jay, entre otras. Un grupo de lesbianas feministas radicales realizó una protesta durante la apertura del Congreso, durante el que cortaron las luces, se apoderaron de la plataforma de oradores y el micrófono y explicaron cuan enfadadas estaban por la exclusión de oradoras lesbianas del Congreso. Repartieron copias a ciclostil del The Woman-Identified Woman, en el que razonaban que las lesbianas estaban en el frente en la lucha por la liberación de las mujeres, porque su identificación con otras mujeres desafiaba la definición tradicional de la identidad femenina en términos de compañeros sexuales masculinos. Expresaban que:

la primacía de las mujeres que se relacionan con mujeres, de mujeres que crean una nueva conciencia de y con otras, que está en el corazón de la liberación de la mujer, es la base para la revolución cultural.

Así, el apoyo a las lesbianas y un compromiso con la liberación de las lesbianas era para ellas "absolutamente esencial para el éxito y el cumplimiento de los movimientos de liberación de la mujer."

## Texto completo en línea
- "The Woman-Identified Women" (1970). De  Documents from the Women's Liberation Movement, Special Collections Library, Duke University.